# Filip Ugrinić
Filip Ugrinić (Lucerna, 5 de enero de 1999) es un futbolista suizo que juega en la demarcación de centrocampista para el Valencia C. F. de la Primera División de España.

## Selección nacional
Tras jugar con las categorías inferiores de la selección, finalmente el 18 de noviembre de 2023 hizo su debut con la selección de Suiza en un partido de clasificación para la Eurocopa 2024 contra Kosovo que finalizó con un resultado de empate a uno tras el gol de Ruben Vargas para Suiza, y de Muhamet Hyseni para Kosovo.

## Clubes
| Club              | País         | Año       | Partidos | Goles |
| ----------------- | ------------ | --------- | -------- | ----- |
| FC Lucerna        | Suiza        | 2016-2019 | 59       | 2     |
| FC Emmen (cedido) | Países Bajos | 2019-2020 | 13       | 0     |
| FC Lucerna        | Suiza        | 2020-2022 | 79       | 15    |
| BSC Young Boys    | Suiza        | 2022-2025 | 122      | 15    |
| Valencia C. F.    | España       | 2025-     |          |       |

## Palmarés

### Títulos nacionales
| Título             | Club           | País  | Año  |
| ------------------ | -------------- | ----- | ---- |
| Copa de Suiza      | FC Lucerna     | Suiza | 2021 |
| Superliga de Suiza | BSC Young Boys | Suiza | 2023 |
| Copa de Suiza      | BSC Young Boys | Suiza | 2023 |
| Superliga de Suiza | BSC Young Boys | Suiza | 2024 |